# Уравнение Громеки — Лэмба
Уравнение Громеки — Лэмба (уравнение Лэмба) — принятое в русскоязычной литературе название специальной формы записи уравнений движения идеальной жидкости (уравнений Эйлера) с использованием ротора скорости.
Уравнение Громеки — Лэмба имеет вид (квадратные скобки используются для записи векторного произведения)
{\displaystyle \rho \left({\frac {\partial {\vec {v}}}{\partial t}}+{\text{grad}}\left({\frac {v^{2}}{2}}\right)+[{\text{rot}}\,{\vec {v}},{\vec {v}}]\right)=-{\text{grad}}\,p+\rho F}
и получается из обычной формы записи уравнений Эйлера
{\displaystyle \rho \left({\frac {\partial {\vec {v}}}{\partial t}}+({\vec {v}}\cdot \nabla ){\vec {v}}\right)=-{\text{grad}}\,p+\rho F}
с использованием тождества
{\displaystyle ({\vec {v}}\cdot \nabla ){\vec {v}}={\text{grad}}\left({\frac {v^{2}}{2}}\right)+[{\text{rot}}\,{\vec {v}},{\vec {v}}].}
Иногда термин уравнение Громеки — Лэмба применяется для уравнения движения произвольной сплошной среды, в котором сделана аналогичная замена.

## Историческая справка
Приведенное выше векторное тождество было получено Эйлером в 1755 г.. Сами уравнения в форме Громеки — Лэмба в явном виде встречаются ещё у Лагранжа в 1781 г.. Позже эта форма уравнений используется в публикациях И. С. Громеки и Хораса Лэма (традиционная русская передача имени — Гораций Лэмб или Ламб).
В западной литературе уравнения Громеки — Лэмба специального названия не имеют.

## Использование
Уравнения Громеки — Лэмба бывают в некоторых случаях более удобными, чем обычная запись уравнений Эйлера. В частности, их удобно использовать при получении интеграла Бернулли и интеграла Коши — Лагранжа.

## Замечания
Фамилия Громека, являющаяся славянской фамилией на неударяемое -а, в соответствии с нормами русского литературного языка склоняется.